# رابرت جی. شیلر
رابرت جیمز "باب" شیلر (به انگلیسی: Robert James "Bob" Shiller) به همراه دو اقتصاددان آمریکایی دیگر لارس پیتر هانسن و یوجین فاما برنده جایزه نوبل اقتصاد در سال ۲۰۱۳ شدند.
رابرت شیلر، 74 ساله، و استاد دانشگاه ییل است.
رابرت شیلر، لارس پیتر هانسن و یوجین فاما، مشترکاً جایزه حدوداً هشت میلیون کرونی آکادمی علوم سلطنتی سوئد، حدود یک میلیون و ۲۰۰ هزار دلار، را بین خود تقسیم خواهند کرد.
هیئت داوری جایزه نوبل اقتصاد اعلام کرده که این سه اقتصاددان، این جایزه را به خاطر کار مجدانه بر روی روندهای نقطه‌ای در بازارها به خود اختصاص دادند. آکادمی سلطنتی علوم سوئد، اعلام کرد که این سه نفر «پایه کار خود را بر روی درک کنونی از ارزش دارایی‌ها گذاشتند. این کار متکی بر بخش نوسانات در ریسک و نگرش ریسکی، تعصبات رفتاری و اصطکاک بازار است.» جایزه نوبل اقتصاد به خاطر کار بر روی ارزش دارایی‌ها، سهام و اوراق قرضه و ادامه تاثیر بحران بازارهای سرمایه در اواخر دهه گذشته بر اقتصاد جهانی، به این سه استاد دانشگاه اهدا شده است. این جایزه همچنین به علت کشف نتایج «متناقض و اعجاب‌آور» که دشواری‌های قیمت‌گذاری روی سهام، اوراق قرضه و دیگر دارایی‌ها را نشان می‌دهد، به هانسن، فاما و شیلر رسید.
به گفته آکادمی سلطنتی علوم سوئد، «هیچ راهی برای پیش‌بینی قیمت سهام و اوراق قرضه در روزها و هفته‌های پیش رو وجود ندارد اما پیش‌بینی خط سیر این قیمت‌ها در دوره‌های بلندتر زمانی مانند سه تا پنج سال آینده کاملاً امکان پذیر است.»

رابرت شیلر، سخنرانی کوتاهی بعد از دریافت جایزه داشت و در آن گفت:
سرمايه، پيکره‌ای از دانش دارد که به درد جامعه می‌خورد. بحران کنونی در اقتصاد جهان، انعکاسی از اشتباهات و عيوب سيستم‌های مالی ماست که ما هم‌اکنون در حال کار برای اصلاح آنها هستيم. سرمايه، تمدن‌های مدرن را پيش می‌برد و من بيشتر می‌خواهم گسترش سرمايه‌داری را ببينم تا اينکه به بشريت خدمت کنم.